# British Antarctic Monument Trust
Abbreviazione: BAMT
Costituzione: 2008
Tipo: Carità
Scopo: Promuovere i successi dei membri della British Antarctic Survey che hanno svolto mansioni pericolose nella ricerca della conoscenza scientifica all'interno del territorio antartico britannico.
Sede centrale: Londra, Regno Unito
Presidente: Roderick Rhys Jones
Sito web  	www.antarctic-monument.org
Il British Antarctic Monument Trust (Fondazione britannica per i monumenti antartici) è un ente di beneficenza istituito nel 2008 per promuovere i successi degli uomini e donne del British Antarctic Survey che hanno svolto mansioni pericolose nella ricerca della conoscenza scientifica all'interno del territorio antartico britannico. La fondazione ha anche lo scopo di migliorare la comprensione pubblica su come l'esplorazione e la scienza antartiche contribuiscono alla nostra conoscenza dell'Antartide e l'impatto delle attività umane sull'ambiente naturale.
La fondazione tiene anche un elenco completo di tutti coloro che sono deceduti nel territorio antartico britannico da quando la prima base britannica permanente è stata istituita a Port Lockroy nel 1944.

## Monumenti Commemorativi
La fondazione ha messo la targa commemorativa "The Antartic Memorial" nella cripta della cattedrale di San Paolo.   Fu dedicata dal tesoriere canonico Mark Oakley in data 10 maggio 2011. La targa ha la scritta: "Per coloro che hanno perso la vita in Antartide alla ricerca scientifica a beneficio di tutti noi". La targa commemorativa è stata disegnata da Graeme Wilson e dallo scultore Fergus Wessel.
Oltre alla targa, la fondazione sta organizzando il British Antarctic Monument. Questa scultura monumentale avrà una sezione installata presso lo Scott Polar Research Institute e un'altra sezione situata sulle isole Falkland. Scolpita da Oliver Barratt (che ha creato l'Everest Memorial), il monumento presenta una scultura con due parti: la parte settentrionale è in rovere britannico e rappresenta lo stampo da cui l'altra parte, un ago in acciaio inossidabile, è tratto. La parte settentrionale è situata al di fuori dello Scott Polar Research Institute di Cambridge mentre, attualmente, si sta ricercando un sito sulle isole Falkland per la sezione meridionale.
La scultura settentrionale è stata inaugurata il 12 maggio 2011 da Oliver Barratt e Roderick Rhys Jones (Presidente del British Antarctic Monument Trust). Durante l'inaugurazione il direttore del Scott Polar Research Institute, il professor Julian A. Dowdeswell, diede il benvenuto agli amici e parenti di coloro che morirono in Antartide.

## Ambasciatori
La fondazione ha quattro ambasciatori famosi: Felicity Aston, Paul Rose, John Killingbeck e il dottor Russell Thompson.   Ognuno promuove il lavoro della fondazione attraverso le conferenze e operando come guide e interpreti sulle navi del tour dell'antartico.